# ヒンメロート覚書
ヒンメロート覚書（ヒンメロートおぼえがき、ドイツ語: Himmeroder Denkschrift）は、ドイツ連邦共和国ラインラント＝プファルツ州ベルンカステル＝ヴィットリヒ郡にあるヒンメロート修道院で1950年10月初めから始まった5日間に渡る西ドイツ再軍備についての専門家会議の結果、作成された覚書。ドイツ連邦軍の建軍にあたっての基本構想となった。

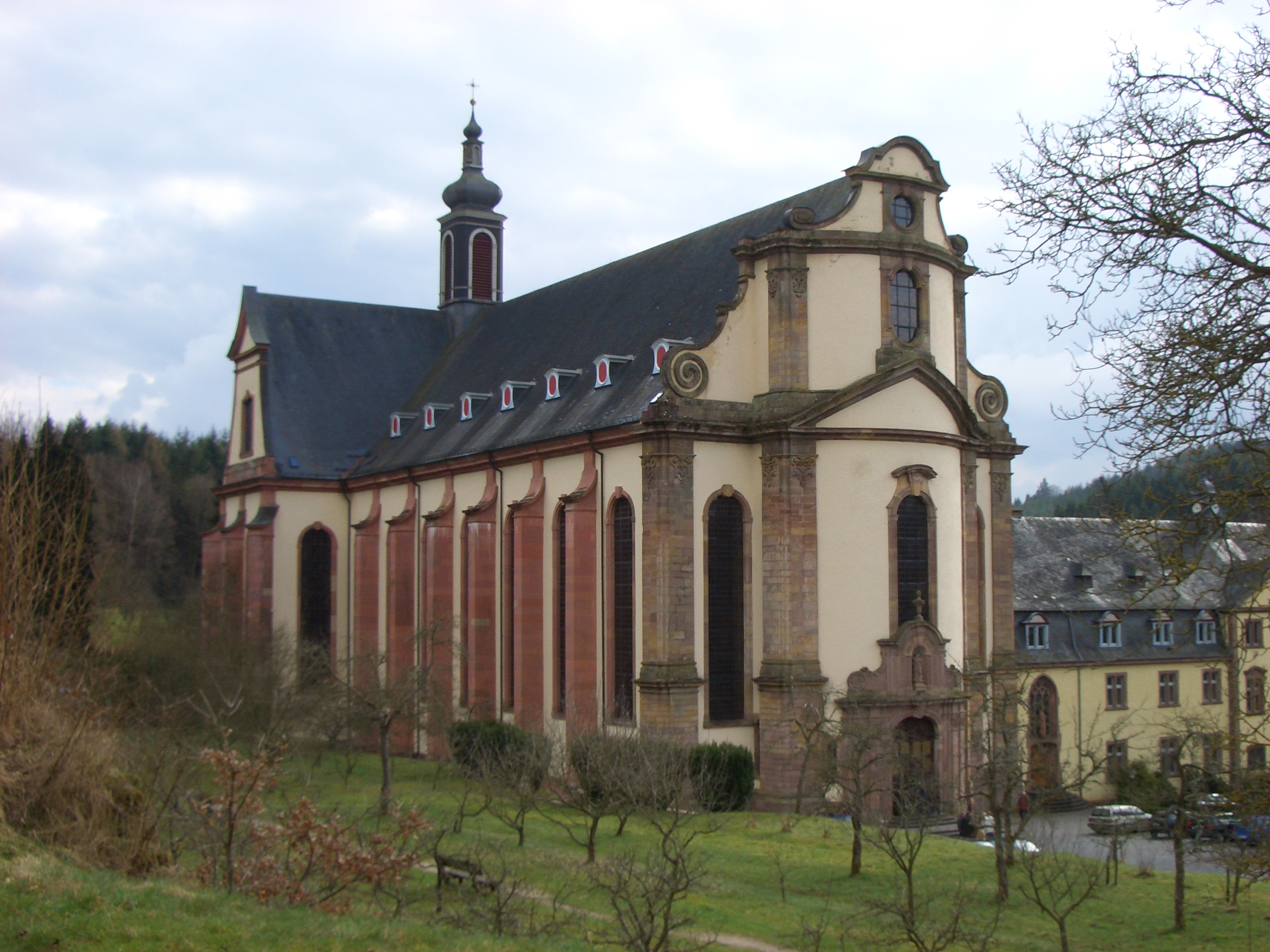
ヒンメロート修道院

## 背景

### 朝鮮戦争
1950年6月25日、北朝鮮の奇襲により朝鮮戦争が勃発した。北朝鮮軍は明白にソビエト連邦と中華人民共和国の支援下で軍事行動を継続した。この戦争によって米ソの代理戦争は超大国間での直接対決の現実味を帯びるようになる。ヨーロッパにおける脅威は東ドイツの国家人民軍及びドイツ駐留ソ連軍による西ドイツへの侵攻が来るべき戦争として受け止められた。また、直接ソビエト連邦による侵攻の脅威も顕在化する。膨大な人口を擁する西ドイツ自体が攻撃目標となり得、この脅威の前にパニック状態に陥る恐れがあった。

### 戦後の東西ドイツに配備された戦力

#### 東ドイツ
1946年2月1日、在独ソ連軍政府当局は準軍事組織のドイツ国境警察(後の国境警備隊)を設立し、その後ドイツ内務管理局(後の国家保安省)の管理下に置かれる。1948年10月には、人民警察にて旧ドイツ国防軍捕虜から成る機動警察が、初期戦力約10,000人を以って各250人による40個隊体制での編成を始める。
1949年10月7日のドイツ民主共和国の成立は東西分裂を確定させた。同月、東ドイツ内務省（MdI）の下で兵営人民警察（VPB）の基となる演習本部（HVA）が設立され、伴って演習本部隷下の武装警察部隊が編成される。これに対応するため、メクレンブルク州国境警察は1950年1月からバルト海沿岸部の管理に責任を負う。1950年6月に海上警察本部（HVS）が設立され、沿岸警備挺や掃海艇を装備した。翌7月、人民警察の支援で防衛体育を目的とする団体として自由ドイツ青年団（FDJ）が設立される。1950年夏、西側は東ドイツ軍事組織についての推定を立てた。内容としては53,000人（アメリカ合衆国）や、75,000人（西ドイツ）の数字があがり、1952年までには更に300,000人規模にまで膨れ上がると見られた。
1950年夏までに東ドイツの軍事力建設は広範な基盤上から始められた。これには東ドイツ指導者による積極的宣伝が伴っており、朝鮮戦争を引き合いに出し事態解決のために議論が展開された。1950年8月3日、フリードリヒシュタット宮殿（de:Friedrichstadt-Palast）で開催されたドイツ社会主義統一党（SED）の党大会にて書記長ヴァルター・ウルブリヒトはその演説で「朝鮮での事例が示すとおり、早晩に傀儡政権は一掃されるだろう、やがて朝鮮と同様に戦争の挑発を精算する時が来る」と述べた。しかし、アデナウアー政権と西側軍は少なくとも1952年までは東ドイツ単独の軍事力による侵攻の恐れは低いと想定した。

#### 西ドイツ
1950年、いまだ西ドイツは独自の戦力は保有しておらず、ただ連邦州のみが自由に運用できる機動隊があるのみであった。同年春、駐独連合軍統合参謀部によって「国家安全保障」を名目とした5,000人規模の連邦警察が創設される。これを母体にして1951年にドイツ連邦国境警備隊が創設される。1950年、連合業務グループ（de:Alliierte Dienstgruppen）には約145,000人のドイツ人が雇用されていた。これらの中には保安任務についた小規模なドイツ人部隊が含まれ、沿岸域の機雷掃海業務を担当していたドイツ掃海管理局には1,600人のドイツ人がいた。

### 東部地域と西部地域の連合国軍
これらの背景には第二次世界大戦戦勝国の影響力が絶大であった。
西側の様々な推定によれば1950年の赤軍は国境周辺に175個師団、30個の防空および砲兵師団、25,000から60,000輌の戦車が存在しているとされた。駐独ソ連軍は1個グループに6,000輌の戦車、22個師団で構成されると計算され、6から9個の防空または砲兵師団が付属するとみられた。東ドイツ国内には328,000人が駐留していると目され、この内270,000人の地上戦力が侵攻作戦に投入されると見られた。一方、西側の連合軍は1945年のヨーロッパでの戦争終結後に急速に戦力は削減されていた。当時、西側諸国で最も強力な現役の戦闘部隊はインドシナ戦争に投入されていた。1950年、ドイツ駐留の米英仏軍は約17万人でその多くは占領行政を遂行することに特化しており、戦闘任務には不適であった。さらに、駐留軍の大半の装備は旧式化しつつあった。西ドイツ政府の評価によれば戦闘任務に耐えうる駐留連合軍部隊は米英2個師団、仏1個師団弱とみられていた。連合国軍本国にはドイツでの戦役に対応できる緊急展開用の部隊はほとんど準備されていなかった。
航空戦力に対する評価については緊急展開性が求められたためさらに厳しく、ソ連空軍と海軍は5,000機のジェット機を含む約20,000機を配備しているとされ、西側は極めて劣勢であると見られていた。
海洋戦力については東側に比べて優越していると評価されたものの、ソ連海軍が保有する約250隻の潜水艦については西ヨーロッパ周辺海域での通商破壊任務に投入されると見られ、一定の脅威があると評価された。
核兵器については1945年にアメリカ合衆国が開発して以来、独占所有しており従来優勢と見られていたソ連軍に対して十分な保護を与える担保となっていた。しかし、1949年のソ連初の核実験によりこの優勢は崩された。これにより近い将来ソ連はアメリカ合衆国の戦力を凌駕すると予見された。ソ連の在来戦力は西ヨーロッパの脅威に変わった。西側の評価によればソ連は大西洋へ到達可能な攻撃が可能と見られた。特に、西ドイツは危険に晒され連合軍はライン川まで撤退し、西ドイツ国土の大半は一時的に失陥すると見られた。朝鮮戦争勃発後その驚異は現実味を帯び、東ドイツ人民警察が朝鮮戦線における奇襲攻撃により始まったのと同様な代理戦争を実行可能かどうかが脅威の争点となった。アデナウアー首相は両方の質問に対して異なる評価をした。西側では想定されうる西ドイツに対する攻撃方法としては東ドイツ人民警察による初動が見込まれ、それに続きソ連軍による侵攻があるとされた。このような作戦に投入できるように1952年までに人民警察は人民軍に改編される。また。1952年までには通常戦力を補強する核兵器問題が予想された。このため対応する時間的猶予は2年間しか残されていなかった。

### 西欧防衛手段の強化
これらの背景の前にソ連軍の脅威から西ヨーロッパ防衛のために西ドイツ独自による防衛力の整備が求められる。
西ヨーロッパ諸国で最大の人口を誇る西ドイツの再軍備については純粋軍事的な問題だけでなく政治的かつ心理的な問題もはらんでいた。アデナウアー首相は独立直後の西ドイツ主権の維持は相当な程度が西ヨーロッパ防衛に掛かっているとして自国軍が果たす役割を認めた。このような認識に基づき新生国軍は幾つかの参加方式が検討され、60,000人規模の重武装警察である連邦警察（Bundesgendarmerie）の創設が求められ、連合国は当初約30,000人規模の国境警備隊の創設を承認し、連合国軍に加入できる可能性が考慮される。アデナウアー首相は防衛貢献についてドイツの必須条件について関連する質問を主張する。1950年9月19日に北大西洋理事会はこの質問の採用を決定した。同日、米英仏の外相はドイツの再軍備とその受入れが認められる。連合国占領法の緩和に加え西ドイツへの攻撃に対応するための戦力が提供される事になる。これは西ドイツの安全保障を表明することにあった。

## ヒンメロート専門家委員会
ドイツ連邦共和国の再軍備については長期間留めおかれた上で政治的決定がなされた。朝鮮戦争の影響下で西側連合国とアデナウアー政権の間では幾つかの調査機関が設けられていた。1950年9月のアメリカ合衆国との対話でアデナウアー首相はドイツ防衛のための貢献について実際的な問題について協議を準備するとした。ドイツ側は専門家の参加が求められ候補者の捜索が始められ、戦後の処分によって公的業務に参加できなかった人物たちは政治的に参加が認められた。
1950年5月にアデナウアーの下にはゲルハルト・グラーフ・フォン・シュヴェリーン元装甲兵大将（de:Gerhard Graf von Schwerin）を長とする極秘の軍事顧問部が置かれた。これは祖国奉仕本部（Zentrale für Heimatdienst：ZfH、後のブランク機関：de:Amt Blank）として創設され、旧参謀本部に所属したことのある三軍将校でアドルフ・ヒトラーに広義的な意味で抵抗した人物たちが選定された。連合国軍との折衝のためにドイツ側は専門家委員会の創設が求められた。人選は連合国側によって定められたが、個々の参加者は後年に戦前・戦時中の行いによって批判される。
ケルンとボンの間にあるボルンハイムのヴァルバーベルク修道院（Kloster Walberberg）にて、1950年8月末に初めて開催された安全保障関連委員会では会議の最終段階で1950年9月にニューヨークで開催される北大西洋条約機構理事会にてドイツ再軍備問題が議題上がるとみられ、アデナウアーは本会議の議題を次回に持ち越した。祖国奉仕本部を通じて招かれた専門家はヴァルバーベルク会議を元に5日間にわたり開催される委員会に参加する。そして1950年10月にヒンメロート修道院にて9日まで将来のドイツ軍の軍備と組織、装備とその供給のための再軍備概念作成について検討が実施される。
招集グループは元将軍や提督を含む15名で構成され。このうち7名は連邦軍に入隊し、2名は連邦情報庁に参加、残り6名の内2名は連邦軍建軍前に死去し、それ以外は年齢などの理由で入隊しなかった。
会議参加者には後に連邦軍の各軍総監や北大西洋条約機構の最高位職に就任するなどしている。
1945年から1955年までの参加者
| ドイツ国防軍での最終階級 | 氏名 | 生没年      | 軍種 | ドイツ連邦軍での活動                                                                         | 備考                                                               |
| ------------------------ | --- | ----------- | ---- | -------------------------------------------------------------------------------------------- | ------------------------------------------------------------------ |
| 陸軍少佐                 | ヴォルフ・グラーフ・バウディシン de:Wolf Graf Baudissin                                                                 | 1907 - 1993 | 陸軍 | 1955年から1967年まで奉職、最終階級は陸軍中将（欧州連合軍最高司令部計画作戦部長）             | 退官後はハンブルク大学平和研究所の所長として平和研究の普及に務める |
| 歩兵大将                 | ヘルマン・フェルチュ de:Hermann Foertsch                                                                                | 1895 - 1961 | 陸軍 | 入隊せず                                                                                     |                                                                    |
| 海軍大将                 | ヴァルター・グラディッシュ de:Walter Gladisch                                                                           | 1882 - 1954 | 海軍 | 連邦軍建軍前に死亡                                                                           |                                                                    |
| 陸軍中将                 | アドルフ・ホイジンガー Adolf Heusinger                                                                                  | 1897 - 1982 | 陸軍 | 1956年から1964年まで奉職、最終階級は陸軍大将、初代ドイツ連邦軍総監、NATO軍事委員会ドイツ代表 |                                                                    |
| 陸軍大佐                 | ヨハン・アドルフ・グラーフ・フォン・キールマンゼグ de:Johann Adolf Graf von Kielmansegg                                 | 1906 - 2006 | 陸軍 | 1956年から1964年まで奉職、最終階級は陸軍大将、NATO中央欧州軍司令官（LANDCENT）               |                                                                    |
| 航空兵大将               | ロベルト・クナウス de:Robert Knauss                                                                                     | 1892 - 1955 | 空軍 | 連邦軍建軍前に死亡                                                                           |                                                                    |
| 空軍少佐                 | ホルスト・クリューガー de:Horst Krüger                                                                                  | 1916 - 1989 | 空軍 | 1955年から1973年まで奉職、最終階級は空軍少将                                                 |                                                                    |
| 航空兵大将               | ルドルフ・マイスター de:Rudolf Meister (General)                                                                        | 1897 - 1958 | 空軍 | 入隊せず                                                                                     |                                                                    |
| 陸軍大佐                 | エーベルハルト・グラーフ・フォン・ノスティッツ de:Eberhard Graf von Nostitz                                             | 1906 - 1983 | 陸軍 | 陸軍准将                                                                                     | 連邦情報庁の構成員                                                 |
| 装甲兵大将               | ハンス・レッティガー Hans Röttiger                                                                                      | 1896 - 1960 | 陸軍 | 1956年から1960年まで奉職、最終階級は陸軍中将、初代ドイツ連邦軍陸軍総監                       |                                                                    |
| 海軍中将                 | フリードリヒ・ルーゲ de:Friedrich Ruge                                                                                  | 1894 - 1985 | 海軍 | 1956年から1961年まで奉職、最終階級は海軍中将、初代ドイツ連邦軍海軍総監                       |                                                                    |
| 海軍大佐                 | アルフレート・シュルツェ＝ヒンリヒス en:Alfred Schulze-Hinrichs                                                         | 1893 - 1972 | 海軍 | 入隊せず                                                                                     | 連邦情報庁の構成員                                                 |
| 装甲兵大将               | フリードリーン・フォン・ゼンガー・ウント・エッターリン Fridolin Rudolf Theodor Ritter und Edler von Senger und Etterlin | 1891 - 1963 | 陸軍 | 入隊せず                                                                                     | 連邦軍人事審査委員会委員                                           |
| 陸軍中将                 | ハンス・シュパイデル Hans Speidel                                                                                       | 1897 - 1984 | 陸軍 | 1956年から1964年まで奉職、最終階級は陸軍大将、NATO中央欧州陸軍司令官（LANDCENT）             |                                                                    |
| 上級大将                 | ハインリヒ・フォン・フィーティングホフ Heinrich von Vietinghoff                                                         | 1887 - 1952 | 陸軍 | 連邦軍建軍前に死亡                                                                           |                                                                    |

複数の問題に対処する必要があったため会議は4つの委員会に分けられた。
- 軍事政策委員会：シュパイデル（委員長）、マイスター、ルーゲ、ノスティッツ。
- 一般委員会：フェルチュ（委員長）、クナウス、バウディシン、クリューガー。
- 編制委員会：ホイジンガー（委員長）、レッティガー、マイスター、グラディッシュ、キールマンゼグ。
- 教育訓練委員会：ゼンガー・ウント・エッターリン（委員長）、シュルツ＝ヒンリヒス、クリューガー。

また、キールマンゼグは専門家集団の書記として会議終了後の編纂も実行する。会議後、各グループは部分的集中的議論の結果を踏まえて一般原文について同意する。従って、原案は「連邦軍創設妥結案」と呼ばれた。

## 覚書の内容
専門家委員会は覚書を仕上げ「西欧防衛のための超国家的枠組のためのドイツ分担の整備」そしてこの概念に「制服を着た市民」と「内面指導」を原案に明記した。
覚書は作成された場所の地名をとってヒンメロート覚書と名づけられ、五つの節立て構成される。
- 一、軍事政策の原則と必須条件
- 二、連邦共和国の施行状況に則した基本的考慮事項
- 三、ドイツ分担の組織
- 四、教育訓練
- 五、内部構造

シュヴェリーン郡で実施された作業で注釈が足された。

### 一、軍事政策の原則と必須条件
最初の委員会は西ヨーロッパ防衛についてドイツ分担のための、政治的、軍事的、心理的条件について扱った。委員は覚書で最も物議をかもした旧国防軍軍人や武装親衛隊隊員の参加のための処遇を扱った。第二次世界大戦中のドイツの戦争犯罪への関与について、アデナウアー政権や西側連合国は国防軍と武装親衛隊の名誉毀損、戦争犯罪による有罪判決を受けた将兵の解放など、対象者たちは旧ドイツ法に従い行動したとして正式な謝罪を受け入れた上で採用されることになる。
更生が求められた背景の根本的理由には旧職業軍人の経済的困窮があった。連合国統制助言法第34号では彼らに対する給与や年金の請求停止が定められていた。このため、彼らは公務員採用の禁止、民間専門資格の欠格のため新たな生業について多くの制約がつきまとっていた。この制限があるかぎり旧職業軍人達は新国軍への参加は出来なかった。
更にこの委員会では西側軍内でのドイツの役割を扱う。新生するドイツ軍は軍団級を含む大規模な国軍に組織しなければならないとされる。決してドイツ軍将兵は連合国内で「2等兵」のような扱いを受けないとされた。
また、ドイツ防衛にあたりライン川沿いでの共同防衛計画を実施するにあたり国土が荒廃する可能性があった。西側諸国は明らかにドイツ連邦共和国の安全保障に貢献するとされたが、実際にはソ連の攻撃に耐えうる手段を欠いていた。

### 二、連邦共和国の施行状況に則した基本的考慮事項
第二章では最初、ソ連の脅威について分析される。専門家集団はソ連軍について西ヨーロッパ攻撃に備えて追加の準備をすることなく、いつでも侵攻が可能と見られた。ソ連の目標はナルヴィクからピレネー山脈まで至る大西洋岸一帯まで迅速に到達すると目され、このような攻撃が実施されるとソ連はその後どのような反応を示すかは予測不能であった。
西側諸国の防衛態勢は不完全であった。それは西ヨーロッパ、ドイツおよびアメリカ合衆国が一体となった防衛計画を立案するにあたり各国の分担を明らかにする必要があった。ヨーロッパは出来る限り東方以遠で防衛されなければならず、防衛の意思は迅速に生じせしめる必要があった。これらは3箇所の防衛作戦に主要な焦点があてられ、地中海への侵入を防ぐためダーダネルス海峡の維持に注力し、西側軍が黒海への進出を可能とすること。タリアメント川・アルプス山脈・南部ドイツ域の山岳地帯からの側背侵攻阻止を西ドイツが担任すること。シュレースヴィヒ＝ホルシュタイン州・デンマーク・南スカンディナヴィアの右翼から侵攻しようとするソ連軍をできる限りバルト海狭隘部にて阻止することが盛り込まれた。
ライン川以東でのソ連軍侵攻阻止は地勢的に困難であったため、できる限り東部で攻勢的性格を持つ機動防御を確立することが求められ、防衛戦闘後は可能な限り東ドイツ内に展開するとされた。これは、国境周辺の防備と障害の強化支援が必要と認められた。
実際にはソ連軍は西側侵攻のための十分な先遣隊無しには更なる西方への侵攻が困難であると見られた。このような観測に基づく臨戦態勢であったため西側は増援到着までの時間が与えられた。ドイツの意図からソ連抑止という重要な役割を担うことになる。

### 三、ドイツ分担の組織

#### 基本的考慮事項
新生ドイツ軍の運用は欧州同盟の指揮下におかれることになったが、ドイツ管理体制任務のための機関を必要とした。これは大統領を補佐する職として「ドイツ分担の総監」または「国防官庁の長」とされた。専門家は民主的人事政策を確保するにあたり文民による安全保障問題担当相に責任を負わせるとした。
米英の強力な海空軍の存在はドイツをして陸軍の重要性を意識させたため、新生国軍は陸軍の整備に焦点が置かれた。ソ連に対抗するためドイツ軍部隊の速やかな新編は、特に専門家集団にとり重大な課題であった。処置は1950年11月1日とされ、従って会議後約3週間で開始され、1952年秋までに基礎的部分は実質的に完了するとされた。覚書は即時実施事項として以下のような軍隊の準備が含まれた。

#### 陸軍
この期間内に陸上兵力は250,000人を準備することが提案される。同時に、この数は連邦共和国が達成しなければならない最低限度の師団の整備量となる。12個師団はそれぞれ北部、中部および南部に4個ずつ配備され、6個軍団司令部を編成するとした。優勢な仮想敵の前では機甲師団（装甲師団）のみでは戦闘力の発揮が困難であるため十分な支援戦力も要求される。
計画された主要兵器の整備目標は以下のとおり。
- 戦車 × 3,600輌
- 火砲 × 750門
- 重高射砲 × 150門、中高射砲 × 220門
- 突撃砲・駆逐戦車 × 800輌
- 12cm口径の迫撃砲 × 350基

陸軍航空隊に供給される機体については空軍の章で示された策定案に拠った。

#### 空軍
ドイツ連邦軍における航空戦力については主に陸軍に所属しなければならないと仮定された。しかし、ソビエト連邦軍の長距離爆撃機部隊に対抗するため防衛上の要求で強力な迎撃用戦闘機が求められた。関連する戦力についての不確定要素があったため、ドイツ自身による部隊を創設しなければならないとされた。同様に防空任務のため地上と連携される類似部隊は空軍所属が妥当とされた。従って、ドイツの航空戦力のために必要な各種配備体制が確立する。
陸軍航空隊については機甲師団の戦闘を支援するために整備される。これらの作戦能力を実現するため必要とされる偵察機、攻撃機および戦闘機の所要量は以下のように要求された。
- 偵察機は30機編制の6個群で合計180機
- 攻撃機は3機編制の93個飛行小隊で合計279機
- 戦闘機は3機編制の124個飛行小隊で合計372機

これら821機の航空機を支援する地上部隊が必要であり、連絡機と輸送機については未定であった。

#### 海軍
北海やバルト海における必須任務は、ソビエト連邦海軍に対抗する西側海軍のためにシュレースヴィヒ＝ホルシュタイン橋頭堡を確保することが一義的に求められ、そこからソ連海軍に反攻する事になっていた。西側大国は海上優勢を確保するが沿岸海域における戦闘については適切な手段が不足していた。このため独自の海軍航空隊を含むドイツ自身の海洋戦力で沿岸海域の防衛を実施しなければならなかった。沿岸地域防衛については陸軍が担任することになる。
各種任務に対応するため海軍には以下の兵器の準備が要求された。
- 1,200トン級水雷艦艇 × 12隻
- 高速艇 × 36隻
- 250トン級潜水艦 × 24隻
- 各種上陸用舟艇 × 36隻
- 駆潜艇 × 12隻
- 800トン級護衛艦 × 12隻
- 掃海艇 × 60隻（内訳、600トン級 ×24隻、100トン級 ×36隻）
- 戦時徴用掃海任務用トロール漁船 × 36隻
- 偵察機 × 30機
- 対潜水艦用戦闘機 × 30機
- 戦闘機 × 84機

### 四、教育訓練
ドイツ軍隊の編制にあたり重大な影響を及ぼす問題があった。それはソ連軍の大部分は独立的な行動ができるよう兵士達に相当な訓練を与えていることであった。元ドイツ軍兵士の人脈では大戦最後の2年間での国防軍の粗末な教育訓練しか受けておらず経験十分な訓練教官が不足していた。このため、同時に導入された西側兵器の操作も含めて西側大国の軍隊の教育体系を受け入れることにした。陸軍は米国陸軍を、空軍は米国空軍と英国空軍を模範とした。海軍については模倣する外国軍は提案されなかった。
但し、提案は緊急であったため必要量募集の目処が立たず、自力で1952年までに作戦上の能力獲得に努力するとした。新しい規則は教育訓練体制の構築に特別な役割を果たした。連合国統治下からドイツ人自身による統治をする目標のために出来る限り急速に移行するとされる。教育訓練にとって最適な要員は優先順位の問題として模範とする外国軍の指揮下に入ることになる。ドイツ自身による学校と教育課程については、後に設立される。

### 五、内部構造
専門家は新生ドイツ軍には新たな内部構造が重要であると考えた。開始時点では「これは旧軍の形態を参照せずに新国軍を創設するもの」であり、西側諸国と関連しまた「ドイツ人の兵士の経験や感情」によってもたらされるとされた。
ドイツの将兵は自由と社会正義を擁護しつつ、ヨーロッパに対する義務を遂行し伝統的な国家間関係を補完するとした。新国軍は政治的中立を維持しあくまでも連邦政府の指揮下に置かれる。また兵士のための委員会が設けられ、現役服務中も能受動的議決権の行使が可能であるものの、労働組合活動や政党に属しての政治的活動については服務期間外または休務間に限って行うことができるとされた。
複章「倫理」では宣誓と兵役について処置がされる。軍事司法制度については完全に再編され、懲戒制度について考慮される。これは刑事上告委員会の信頼性を含めることも意図され、かつての国防軍将兵の中から潔白の人材を採用できるようにした。
将兵の教育訓練に関しては新方針が開拓された。対象となる将兵たちは兵役義務を超えて「欧州市民および兵士として確信して深化する」とされた。このような方針のため、非番中の制服着用義務は放棄された。

## 批判
覚書については参加者のみならず彼らが作成した内容についても批判の対象とされた。なかでもフェルチュ歩兵大将は1934年に国防軍の身分で個人的にヒトラーに宣誓をしていたという批判がある。
実質的な批判については、主に最初の章で示された国防軍および武装親衛隊で戦争犯罪者として有罪判決を受けた人物たちを不完全な分類のままで応招されたことについてであった。